# Deginal, Basavana Bagevadi
Deginal là một làng thuộc tehsil Basavana Bagevadi, huyện Bijapur, bang Karnataka, Ấn Độ.